# Мери Кубика
Мери Кубика (на английски: Mary Kubica) е американска писателка на произведения в жанра трилър.

## Биография и творчество
Мери Кубика Кириченко е родена през 1978 г. в Чикаго, Илинойс, САЩ. От малка е запалена читателка и сама опитва да пише. Получава бакалавърска степен по изкуства – история и американска литература от университета Маями в Оксфорд, Охайо. След дипломирането си работи като учителка по история в гимназия в Чикаго. Започва да пише през 2005 г. след раждането на първата си дъщеря.
Първият ѝ роман „The Good Girl“ (Доброто момиче) е издаден през 2014 г. Младата Миа Денет си тръгва от бара с непознатия Колин Тачър, с намерението за мимолетна връзка, но когато го последва в дома му, разбира, че е направила най-голямата грешка в живота си, а впоследствие той я затваря в отдалечена хижа, разположена в селския район на Минесота. Майка ѝ моли за помощ детектив Гейб Хофман, който открива, че Колин е нает да отвлече Миа и да я предаде на него. Историята е разказана от три гледни точки – майка ѝ, нейният похитител и полицейски детектив, структура, която става нейна основна форма. Романът става бестселър в списъка на „Ню Йорк Таймс“, приет е добре от критиката, номиниран е за награди за най-добър първи роман и я прави известна.
Следват още няколко нейни трилъра, които развиват темата, че нищо не е това, което изглежда в перфектните семейства.
През 2019 г. е издаден трилърът ѝ „Другата жена“, мрачен психотрилър, със сложен и динамичен сюжет, и низ от неочаквани обрати и разкрития. Сейди и Уил Фоуст се преместват от Чикаго в Мейн в къщата на сестра му на острова, която е починала, като попечители на 16-годишната Иможен, груба и необщителна тийнейджърка, която ясно демонстрира, че присъствието на роднините ѝ е нежелано. Когато съседката им е открита мъртва в дома си, подозренията на местните се насочват към новото семейство, а Сейди е въвлечена в тайните около убийствота, което застрашава собствения ѝ живот.
Произведенията на писателката са преведени на над 30 езика по света.
Мери Кубика живее със семейството си в Плейнфийлд, Илинойс.

## Произведения

### Самостоятелни романи
- The Good Girl (2014)
- Pretty Baby (2015)
- Don't You Cry (2016)
- Every Last Lie (2017)
- When the Lights Go Out (2018)
- The Other Mrs (2019)
Другата жена, изд.: „Софтпрес“, София (2021), прев. Милена Илиева
- Local Woman Missing (2021)